# Clement Pălimaru
Clement Pălimaru (n. 4 februarie 1986, Botoșani, România) este un fost jucător de fotbal român care a evoluat la clubul CF Brăila. A jucat și pentru Echipa națională de tineret a României.